# Josip Fuček
Josip Fuček (* 26. Februar 1985 in Zagreb) ist ein kroatischer Fußballspieler.

## Karriere

### Verein
Fuček begann seine Karriere beim NK Zagreb. 2005 wechselte er zum Ligakonkurrenten NK Pula Staro Češko. Daraufhin folgten noch weitere Stationen beim NK Samobor, beim NK Croatia Sesvete und beim HNK Suhopolje, ehe er sich im Januar 2008 dem Drittligisten NK Lučko Zagreb anschloss. Mit Lučko konnte er 2009 in die 2. HNL und 2011 in die 1. HNL aufsteigen.
Nach 16 Spielen in der Aufstiegssaison, in denen er drei Treffer erzielen konnte, wechselte er im Januar 2012 zum österreichischen Zweitligisten TSV Hartberg. Ohne ihn stieg Lučko wieder aus der 1. HNL ab. Mit Hartberg konnte er in der Relegation nach einem Sieg und einem Remis gegen den Grazer AK knapp die Liga halten. Fuček kam auf zwölf Spiele in der Liga sowie auf eine Partie in der Relegation für die Hartberger.
Im September 2012 kehrte er nach Kroatien zurück, wo er sich dem Zweitligisten NK Zelina anschloss. Bereits nach wenigen Monaten verließ er Zelina wieder und wechselte zum Erstligisten RNK Split. Bei Split kam der Stürmer aber nur auf zwei torlose Einsätze in der 1. HNL.
So wechselte Fuček erneut ins Ausland, diesmal nach Slowenien zum NK Zavrč. Für Zavrč spielte er in der Saison 2013/14 29 Mal in der Prva Liga und konnte dabei vier Tore erzielen. Zavrč beendete die Saison als Fünfter. Zur Saison 2014/15 wechselte er zum Ligakonkurrenten NK Krka. 2016 musste Krka allerdings aus der Prva Liga absteigen.
Daraufhin verließ Fuček den Verein und wechselte nach Island zu Víkingur Reykjavík. Für Víkingur absolvierte er sieben Spiele in der Pepsideild, in denen er ein Tor erzielte. Nach Saisonende verließ er den Verein im Januar 2017 aber wieder und wechselte nach Rumänien zu ACS Poli Timișoara. Mit Poli erreichte er das Cupfinale, wo man allerdings Dinamo Bukarest unterlag. Außerdem konnte man in der Relegation gegen UTA Arad die Klasse halten.
Im Juli 2017 folgte ein zweites Engagement in Österreich, wo er sich dem Zweitligisten Kapfenberger SV anschloss. Nach der Saison 2017/18 verließ er Kapfenberg und wechselte zum fünftklassigen SV Neuberg. Für Neuberg kam er zu sieben Einsätzen in der II. Liga, in denen er vier Tore machte. Im Februar 2019 schloss er sich dem viertklassigen USV Mettersdorf an, für den er 15 Mal in der Landesliga spielte und sieben Tore machte. Zur Saison 2019/20 kehrte er nach Kroatien zurück und wechselte zum unterklassigen NK Jarun Zagreb.
Im Februar 2020 wechselte Fuček erneut nach Österreich, diesmal zum viertklassigen SAK Klagenfurt. Für den SAK kam er aufgrund des Saisonabbruchs allerdings zu keinem Einsatz. Zur Saison 2020/21 kehrte er in seine Heimat zurück und wechselte zum NK Sesvetski Kraljevec.

### Nationalmannschaft
Fuček absolvierte zwischen 2001 und 2002 mehrere Spiele für kroatische Jugendnationalauswahlen. Er kam für die U-15-, U-16- und U-17-Mannschaften Kroatiens zum Einsatz.
Sein Debüt für eine kroatische Auswahl gab er im Februar 2001 für die U-16-Auswahl gegen Tschechien. Für die U-15-Mannschaft debütierte er im März 2001 gegen Slowenien. In jenem Match konnte er auch sein erstes Tor für eine kroatische Auswahl erzielen. Im Juli 2001 spielte er gegen Irland erstmals für das U-17-Team Kroatiens.